# Puerto de Trabakua
Der Puerto de Trabakua ist eine 440 Meter hohe Passstraße im spanischen Baskenland, die Markina-Xemein im Norden mit Durango im Süden über die BI-633 verbindet. Der Pass verläuft im Osten des Monte Oiz.

## Streckenführung
Die Nordauffahrt von Markina-Xemein ist 7,9 Kilometer lang und weist eine durchschnittliche Steigung von 4,1 % auf. Die gut ausgebaute Straße führt auf der ersten Hälfte mit geringen Steigungsprozenten über Aitzabel, ehe sie nach und nach stärker zu steigen beginnt. Auf den letzten zwei Kilometern nimmt die Steigung deutlich zu und führt mit 9 % im Schnitt zur Passhöhe, ehe die Straße auf den letzten 500 Metern wieder etwas abflacht.
Die Südauffahrt beginnt im Osten von Durango und weist auf einer Länge von 8,1 Kilometern eine durchschnittliche Steigung von 3,5 % auf, wobei die letzten zwei Kilometer flach und teilweise leicht abschüssig verlaufen. Die ersten zwei Kilometer führen nach Berriz, ehe die Straße etwas abflacht. Im Anschluss folgt der anspruchsvollste Abschnitt, der auf einer Länge von zwei Kilometern eine Durchschnittssteigung von rund 7 % aufweist.
Alternativ kann die Passhöhe auch über eine kleinere Straße erreicht werden, die ihren Ausgangspunkt in Ermua hat.

## Radsport
Der Puerto de Trabakua wurde bereits von mehreren bekannten Radrennen überquert. Neben der Vuelta a España steht er meist im Programm der Baskenland-Rundfahrt, bei der er in den letzten Jahren öfters auf der entscheidenden Abschluss-Etappe um Eibar befahren wurde. Im Jahr 2023 soll auch die Tour de France über die Passhöhe führen.

### Vuelta a España
Bereits im Jahr 1966 führte die Vuelta a España auf der 14. Etappe, die zwischen San Sebastián und Vitoria-Gasteiz ausgetragen wurde, über den Puerto de Trabakua. Damals wurde auf der Passhöhe jedoch keine Bergwertung abgenommen. Dies änderte sich im Jahr 1977 als die Nordauffahrt des Passes im Rahmen der 18. Etappe als Bergwertung der 2. Kategorie klassifiziert wurde. Der Spanier Luis Ocaña führte über die Passhöhe, ehe die Etappe auf dem Urkiola zu Ende ging.
| Jahr | Etappe     | Bergwertung  | Fahrer     | Auffahrt |
| ---- | ---------- | ------------ | ---------- | -------- |
| 1977 | 18. Etappe | 2. Kategorie | Luis Ocaña | Nord     |

### Tour de France
Bei der Tour de France 2023 wurde der Puerto de Trabakua unter dem Namen Côte de Trabakua auf der 3. Etappe überquert. Die Fahrer absolvierten die Südauffahrt, die als Bergwertung der 3. Kategorie klassifiziert wurde. Die Bergwertung, die nicht auf der eigentlichen Passhöhe abgenommen wurden, sicherte sich der US-Amerikaner Neilson Powless.
| Jahr | Etappe     | Bergwertung  | Fahrer          | Auffahrt |
| ---- | ---------- | ------------ | --------------- | -------- |
| 2023 | 03. Etappe | 3. Kategorie | Neilson Powless | Süd      |